# Arnold Ruge (Philosoph)
Arnold Ruge (* 1. Januar 1881 in Görlitz; † 24. Dezember 1945 in Karlsruhe) war ein deutscher Hochschullehrer für Philosophie und völkischer Nationalist und Antisemit.

## Familie
Der Sohn des Bankiers der Reichsbank Albrecht Ruge (1849–1910) in Görlitz und der Emeline (Kurzform: Lina) Treutler war der Großneffe des Schriftstellers Arnold Ruge. Auch mit dem Chirurgen Rudolf Virchow war er verwandt. Seit dem 28. März 1912 war er mit Elisabeth Kundt (* 1888) verheiratet, deren Vater eine bekannte Buchhandlung in Karlsruhe führte. Aus der Ehe ging der Sohn Albrecht Ernst Ruge (* 13. Januar 1913) hervor.

## Ausbildung
Nach dem Besuch der Gymnasien in Düsseldorf, Frankfurt/Oder und Berlin studierte Ruge Philosophie ab 1903 in Zürich, in Straßburg im Jahre 1904 und in Heidelberg ab 1905, wo er Assistent im philosophischen Seminar war. 1906 verfasste er eine Schrift, die eine völkische Idee auf rassistischer Grundlage propagierte. Darin wetterte er gegen alle Erscheinungen, die einem von ihm aufgefassten deutschnationalen Geist entgegenstanden, insbesondere gegen den Sozialismus, die Freimaurer, den Klerikalismus und den Materialismus. Dabei legte er einen extremen Antisemitismus an den Tag.

## Promotion und Habilitation
Mit dem Thema Die transcendentale Freiheit bei Kant promovierte er am 2. Februar 1908 bei Wilhelm Windelband. Im selben Jahr war er der Organisator des III. Internationalen Kongresses für Philosophie in Heidelberg. Im Jahre 1910 erreichte er die Habilitation an der Universität Heidelberg mit der Arbeit Die Deduktion der praktischen und moralischen Freiheit an den Prinzipien der kantschen Morallehre, die im selben Jahre unter dem Titel Das Problem der Freiheit in Kants Erkenntnistheorie gedruckt wurde. Als Privatdozent lehrte er Bereiche der Gegenwartsphilosophie und der Philosophie Kants.

## Frauenbewegung, Antisemitismus und Weltkrieg
In den folgenden Jahren kam es zwischen ihm und der Frauenbewegung in Heidelberg zu einer Auseinandersetzung, in die auch Marianne Weber einbezogen wurde. Daraus resultierte ein Zusammenstoß mit ihrem Ehemann, Max Weber, der im Jahre 1911 in einer Forderung zum Duell eskalierte. In diesem und anderen Rechtsstreitigkeiten sah Ruge sich von jüdischen Professoren und Juristen verfolgt, wobei er Unterstützung bei dem Physiker Philipp Lenard fand.
Bei Beginn des Ersten Weltkriegs brauchte er der Einberufung wegen eines Augenleidens nicht zu folgen. Er betätigte sich jedoch als Kriegsredner und vertrat einen Durchhaltekrieg. Obwohl er sich als Gegner der Frauenbewegung betrachtete, verfasste er 1915 eine Schrift mit dem Titel Mobilmachung der deutschen Frauenkräfte für den Krieg. Für diesen Einsatz erhielt er wohl im September 1916 das Badische Kriegsverdienstkreuz verliehen. Er trat des Weiteren als Herausgeber der Reihe „Feldgraue Flugschriften“ hervor.

## Entzug der Lehrbefugnis
Im Jahre 1919 feierte die Universität Heidelberg ihr Gründungsdatum. Dabei trat Ruge am 22. November bei einer Begleitveranstaltung des Deutschvölkischen Schutz- und Trutzbundes als Redner auf. In seinem Vortrag griff er die Universität und ihre jüdischen Lehrer heftig an und beklagte die angeblichen „Auswüchse der Judenherrschaft“. Das führte zu einer Beschwerde der Heidelberger Arbeitsgemeinschaft zur Abwehr des Antisemitismus und des israelitischen Oberkonsistoriums Karlsruhe. Das badische Ministerium des Kultus und Unterrichts leitete daraufhin ein Disziplinarverfahren gegen ihn ein. Die Universität entzog ihm schließlich im Juli 1920 die Lehrbefugnis.

## Deutschvölkischer Schutz- und Trutzbund
Ruge gehörte zu den „heftigsten Schutz- und Trutzbund-Agitatoren“. Im Frühjahr 1920 gründete Ruge zusammen mit Richard Kunze und Reinhold Wulle den „Deutschvölkischen Arbeitsring Berlin“, ein Konkurrenzunternehmen zum Deutschvölkischen Schutz- und Trutzbund. Er trat aber bereits im Juni des Jahres zu diesem über. Fortan war Ruge im bayerischen Teil des Schutz- und Trutzbundes aktiv, wo er zusammen mit Lorenz Mesch und Rudolf John Gorsleben dessen Sezession vom Bundesverband betrieb und dafür Anfang 1922 aus dem Deutschvölkischen Schutz- und Trutzbund ausgeschlossen wurde.

## Freikorps und Bekanntschaft mit Himmler
Politisch betätigte er sich bei dem Freikorps Oberland. Als sich eine Fraktion davon im Jahre 1922/23 abspaltete, nahm er die führende Rolle durch die Bekanntschaft mit Rudolf Schäfer (* 1885) im Blücherbund ein. Ruge siedelte nach München über und lernte dort Heinrich Himmler kennen. Mit ihm gründete er einen Verlag Deutsche Verlagsgesellschaft GmbH in München. Auch in München war er in zahlreiche Rechtsstreitigkeiten verwickelt, die ihn weit bekannt werden ließen. Anfang 1923 distanzierte er sich von der NSDAP, nicht jedoch von Hitler. Den Nationalsozialisten warf Ruge vor, sie hätten durch ein Bündnis mit der DNVP die wahren völkischen und antikapitalistischen Gebote verraten; zudem sei Hitler von „Abschaum“ umgeben.
Im Juni 1923 musste Ruge eine einjährige Haftstrafe in Landsberg antreten. Nach seiner Haftentlassung kehrte er vorübergehend nach Baden zurück, wo er zusammen mit Nationalsozialisten und Völkischen, die die Führung der Nationalsozialistischen Freiheitspartei (NSFP) ablehnten, die Deutschvölkische Reichspartei (DVRP) gründete. Die NSFP diente der nach dem Hitlerputsch verbotenen NSDAP als Ersatzorganisation. Bei der Reichstagswahl im Dezember 1924 war Ruge Spitzenkandidat der einzig in Baden kandidierenden DVRP. Die Partei blieb mit rund 3400 Stimmen oder 0,3 % der Stimmen in Baden bedeutungslos.

## Abweisung durch die NSDAP
Ruge verfasste 1926 eine Schrift Todsünde, Wege und Abwege eines Volkes, die Angriffe nicht mehr nur auf das Judentum, sondern auch auf das Christentum enthielt. Eine Berufung auf ein Ordinariat für Philosophie an die Universität Jena scheiterte im Frühjahr 1930 trotz Rückdeckung durch den NSDAP-Innenminister Wilhelm Frick. Ende 1932 bot Ruge, der sich als früher Nationalsozialist verstand, der NSDAP seine Mitarbeit an, wurde jedoch zurückgewiesen. Man hielt ihn für einen Querulanten, dies auch weiterhin, nachdem er zum 1. Mai 1933 in die Partei eingetreten war (Mitgliedsnummer 3.212.208).
Nach der Machtübernahme durch die NSDAP bekam er dennoch ab Juni 1934 eine Stelle als Archivrat im Generallandesarchiv Karlsruhe. Im Jahre 1936 verfasste er für Heinrich Himmler eine Schrift mit dem Titel „Die mittelalterlichen Hexenprozesse. Ein Abschnitt aus dem deutschen Kulturkampf“. Im März 1938 nahm er eine Lehrtätigkeit an der TH Karlsruhe auf.
In Ruges Nachlass im Generallandesarchiv in Karlsruhe befindet sich das Foto eines Gemäldes des Malers Oskar Hagemann, das im Jahre 1938 im Haus der Deutschen Kunst zu sehen war. Es hieß Vorkämpfer Prof. Dr. Arnold Ruge. Es wurde von Adolf Hitler gekauft. Über den Verbleib dieses Ölgemäldes liegen keine Informationen vor.

## Schriften (Auswahl)
- Über die einzig mögliche Störung der Akademischen Freiheit von J. G. Fichte. Als ein Beitrag zu den Zeitfragen mit einer Einleitung herausgegeben von Arnold Ruge. Heidelberg 1905 Internet Archive
- Kritische Betrachtung und Darstellung des Deutschen Studentenlebens. Tübingen 1906 Internet Archive
- Die transzendentale Freiheit bei Kant. Dissertation, Leipzig 1908. doi:10.11588/diglit.53127
- Das Problem der Freiheit in Kants Erkenntnistheorie. Leipzig 1910 Internet Archive (Habilitation)
- Die Philosophie der Gegenwart, 1910 bis 1915 (Herausgabe) eines internationalen Jahresberichts
- Das Wesen der Universitäten und das Studium der Frauen. Ein Beitrag zur modernen Kulturbewegung. Leipzig 1912 Internet Archive
- Encyclopädie der philosophischen Wissenschaften. In Verbindung mit Wilhelm Windelband herausgegeben von Ruge. Erschienen ist nur Band 1: Logik. Tübingen 1912
- Einführung in die Philosophie. Leipzig 1914 UB Leipzig
- Die Mobilmachung der deutschen Frauenkräfte für den Krieg. Berlin 1915 SUB Hamburg
- Unser Kampf gegen den englischen Hungerfeind. Ob wir wohl bei längerer Dauer des Krieges werden Not leiden müssen? Donaueschingen 1915
- Der Dienst der Frauen im Kriege und im Frieden. Donaueschingen 1915
- Deutsche Heimkehr. Eine Ostergabe an das deutsche Volk. Leipzig 1917 doi:10.20345/digitue.23028
- Unsere Toten. Ein Weck- und Mahnruf an die Lebenden. Leipzig 1917 urn:nbn:de:bsz:31-39874
- Wilhelm Windelband. Leipzig 1917 Internet Archive
- In allertiefster Not. In: Deutscher Volkswart 4 (1919) Internet Archive
- Todsünde. Wege und Abwege eines Volkes. Leipzig 1926
- Völkische Wissenschaft. Berlin 1940 Internet Archive